# Карім Саддам
Карім Саддам Меншид (араб. كريم صدام; нар. 26 травня 1960, Ірак) — іракський футболіст, виступав на позиції нападника.

## Клубна кар'єра
Народився та виріс у Садрі, в одному з передмість Багдаду. Футбольну кар'єру розпочав в «Ас-Сінаа». Після цього став гравцем «Аль-Джаїша». З 1985 по 1986 рік захищав кольори «Ар-Рашида» та «Ас-Сіяги». У 1986 році підсилив «Аль-Завраа», в якому виступав протягом 8 років. У 1994 році став гравцем «Аш-Шорти». Футбольну кар'єру завершив у 1996 році, після року виступів у «Ас-Сінаа».

## Кар'єра в збірній
Вперше одягнув футболку національної збірної в 1982 році. Учасник Олімпійських ігор 1984 року в Лос-Анджелесі, зіграв 3 матчі. 27 вересня 1985 року відзначився голом у воротах збірної ОАЕ (через декілька хвилин після свого виходу на поле з лави для запасних) в домашньому поєдинку 2-о раунду кваліфікації Чемпіонату світу 1986, в якому іракці поступилися з рахунком 1:2. Завдяки цьому голу вирішення переможця пари було перенесено до Еміратів, де збірна Іраку здобула вольову перемогу з рахунком 3:2. За правилом виїзного голу до наступної стадії пройшли саме іракці. У 1986 році був викликаний тренером Еварісто де Маседо для участі в Чемпіонаті світу 1986 року, де команда Іраку вилетіла за підсумками групового етапу. На цьому турнірі Карім вийшов на поле в стартовому складі в двох поєдинках, проти Бельгії та Мексики. Загалом у складі збірної зіграв 20 матчів та відзначився 6-а голами.